# Бертолони, Антонио
Антонио Бертолони (итал. Antonio Bertoloni; 11 февраля 1775, Сарцана — 17 апреля 1868, Болонья) — итальянский ботаник, профессор ботаники, миколог и врач.

## Биография
Антонио Бертолони родился в коммуне Сарцана 11 февраля 1775 года.
Изучал медицину и ботанику в Павийском университете, затем занимался врачебной практикой в своем родном городе, в 1811 стал профессором естественных наук Королевского лицея в Генуе.
С 1815 года он был профессором ботаники в Болонском университете. Антонио Бертолони внёс значительный вклад в ботанику, описав множество видов растений.
Антонио Бертолони умер в городе Болонья 17 апреля 1868 года. Возможно также, что он умер в 1869 году.

## Семья
Сын Джузеппе Бертолони (1804—1874), ботаник и энтомолог.

## Научная деятельность
Антонио Бертолони специализировался на папоротниковидных, Мохообразных, водорослях, семенных растениях и на микологии.

### Публикации
- Amoenitates italicae. 1819.
- Pralectiones rei herbariae. 1827.
- Dissertatio de quibusdam novis plantarum speciebus et de Bysso antiquorum. 1835.
- Florula guatimalensis. 1840.
- Miscellanea botanica. 1842—1863.
- Piante nuove asiatiche. 1864—1865.